# دانيال سيلفا (منافس ألعاب قوى)
دانيال سيلفا (بالبرتغالية: Daniel Silva) هو منافس ألعاب قوى برازيلي، ولد في 5 يونيو 1979 في فيتوريا، البرازيل في البرازيل.